# Der Kroatien-Krimi: Tod einer Legende
Tod einer Legende ist ein deutscher Kriminalfilm von Michael Kreindl aus dem Jahr 2016. Es handelt sich um den zweiten Filmbeitrag zur ARD-Kriminalfilmreihe Der Kroatien-Krimi mit Neda Rahmanian und Lenn Kudrjawizki in den Hauptrollen. Die Erstausstrahlung erfolgte am 22. September 2016 im Rahmen des Donnerstags-Krimis zur Hauptsendezeit auf Das Erste.

## Handlung
Kommissarin Branka Marić und Kommissar Emil Perica müssen in ihrem zweiten gemeinsamen Fall den Mord an Goran Trević, dem Sohn der kroatischen Fußballlegende Dragan Trević, aufklären. Durch die Ballistik kann festgestellt werden, dass Goran mit der Waffe seines eigenen Vaters, die dieser stets im verschlossenen Tresor lagerte, erschossen wurde. Die Ermittler nehmen Dragan Trević in den Fokus ihrer Mordermittlungen und bringen in Erfahrung, dass es ziemlich heftige Konflikte in der Familie Trević gibt. Der Journalist Stipe Rif belastet Dragan sehr, indem er den Kommissaren gegenüber schwere Anschuldigungen gegen ihn macht, worauf diese ihn zu einer Vernehmung einladen, zu der er jedoch nicht erscheint, denn man findet wenig später Dragan Trević erschossen in seinem Auto. Da es kein Selbstmord war, müssen Marić und Perica noch einmal komplett neu sich die Tötungsdelikte ansehen.

## Produktionsnotizen
Die Dreharbeiten für Tod einer Legende erstreckten sich unter dem Arbeitstitel Branka Maric und der verlorene Sohn zeitgleich mit der vorhergehenden Episode Der Teufel von Split vom 15. September 2015 bis zum 15. November 2015 und fanden in der Hafenstadt Split und weiteren Schauplätzen in Kroatien statt.